# ساندرا شاماس
ساندرا شاماس (مواليد 1957) هي ممثلة كوميدية وكاتبة ومخرجة ومنتجة كندية.

## السيرة الشخصية
ولدت شاماس في سودبيري، أونتاريو. انتقلت إلى تورونتو في عام 1980، حيث شغلت مجموعة متنوعة من الوظائف قبل أن تلهمها ورشة عمل في المدينة الثانية لمواصلة مسيرتها المهنية في الفنون المسرحية. عملت مع المدينة الثانية والرياضة المسرحية، وعملت كمحرك للدمى في سلسلة فراجل روك للأطفال قبل أن تقرر أن تخرج بمفردها.
في عام 1987، عرضت أول عرض لها «عودة صديقي وسيكون هناك غسيل في مهرجان ادمونتون فرينج». كان العرض يتكون من مزيج من القصص الشخصية المستمدة من حياتها الشخصية وروح الدعابة حول المواعدة والعلاقات بمثابة نجاح ساحق للمهرجان وسرعان ما كانت شاماس في جولة تقدم العرض في جميع أنحاء البلاد. في عام 1989 بدأت في أداء تكملة عودة صديقي وسيكون هناك غسيل وتستمر الدورة. وثالث عرض كان جحيم جرس الزفاف، ويتعامل مع طقوس الزفاف مثل دش الزفاف واختيار خواتم الزفاف والفساتين، وقد ظهر لأول مرة في عام 1991. في عام 1993 اصطحبت مغسلة الغسيل إلى مسرح أولد فيك في لندن لأدائها الأول خارج كندا، ولاقى استقبالًا جيدًا من قبل الجمهور والنقاد البريطانيين.
بعد فترة من الابتعاد عن الأضواء، عادت شاماس بسلسلة جديدة من العروض منها رغبة القلب ونهاية الذكاء و حب الحياة. تدور هذه العروض حول انتقالها إلى الريف بعد شراء مزرعة في جنوب أونتاريو.
تم ترشيح شاماس لجائزة الحاكم العام وجائزة ستيفن ليكوك لثلاثية الغسيل. حصلت على جائزة جمناي في عام 1991 عن أفضل أداء كوميدي، وفازت بجائزة أفضل مسرح في مهرجان فنون الكوميديا الأمريكية في مارس 2003.
عرضت شماس مسرحية الكبير ماذا الآن لأول مرة في عام 2017 في مركز هاربورفرونت في تورونتو.مسرحية لكبير ماذا الآن تدور حول انقطاع السن يأس وكونك امرأة فوق سن الخمسين.
في يناير 2018، تم تعيين شاماس في وسام أونتاريو.

## الكتب
- ساندرا شاماس: ثلاثية من العروض (مطبعة ميركوري، 1997)
- نهاية فيت (مطبعة ميركوري، 2002)

## الروابط الخارجية
- موسوعة المسرح الكندي
- مكتبة ومحفوظات كندا: الاحتفال بإنجازات المرأة (مؤرشف)